# Sunny (Lied)
Sunny ist ein von Bobby Hebb geschriebener und gesungener Soulsong, der 1965 veröffentlicht und durch zahlreiche Coverversionen zum Evergreen wurde.

## Entstehung
Robert „Bobby“ Hebb komponierte bereits seit 1958. Er schrieb Sunny 1963 in Erinnerung an seinen Bruder Hal, der im November desselben Jahres einen Tag nach der Ermordung John F. Kennedys durch eine Messerstecherei in Nashville ums Leben kam. Hebb baute auch seine Eindrücke von der Ermordung Kennedys in den mit plötzlichen Stimmungswechseln versehenen Text ein. Darin beschreibt er die dunklen, verregneten Tage, die durch das schmerzlindernde Lächeln einer Frau den hellen Tagen gewichen sind. Hebb zufolge ist der Song jedoch nicht einer Frau, sondern Gott gewidmet.
Über zwei Jahre vergingen, bis eine breite Öffentlichkeit von Sunny Kenntnis nehmen konnte. Der US-Jazzbassist Ben Tucker brachte Bobby Hebbs Komposition zum Newport Jazz Festival mit, wo Tucker den Song im Juli 1965 neben Bill Taylor (Piano) und Grady Tate (Schlagzeug) mit der japanischen Jazzsängerin Mieko „Miko“ Hirota interpretierte. Hirota veröffentlichte ihre Version zunächst im Oktober 1965 in einer Studiofassung auf ihrer LP Hit Kit Miko Vol. 2 (Nippon Columbia JPS 5067).
Ebenfalls noch vor Hebbs Originalversion entstand eine weitere Fassung mit dem US-amerikanischen Vibraphonisten Dave Pike, der die Komposition im November 1965 als Instrumental auf Marimba und mit Herbie Hancock (Orgel) für das Album Jazz for the Jet Set (1966) bei Atlantic Records einspielte.

## Originalversion
Seine Eigenkomposition Sunny mit einer 16-taktigen Moll-Progression nahm Bobby Hebb erst im Februar 1966 im Rahmen einer LP-Aufnahmesession in den Bell Sound Recording Studios in New York City mit Musikproduzent Jerry Ross und Arrangeur Joe Renzetti als letztes Stück auf. Als Hintergrundchor fungierten Melba Moore, Nicholas Ashford und Valerie Simpson. Die Single Sunny  / Bread (Philips 40365) erschien im April 1966 und gelangte im Juni 1966 in die US-Hitparade. Dort erreichte sie für zwei Wochen Rang zwei (Billboard) und dann Rang eins (Cash Box). In Großbritannien drang das Lied bis auf Rang zwölf vor. Insgesamt verkaufte Hebbs Version eine Million Exemplare. Für Hebb blieb es der einzige große Erfolg; er ging als One-Hit-Wonder in die Musikgeschichte ein.

## Coverversionen

Boney M. – Sunny (1976)

Es gibt stilübergreifend mindestens 171 Coverversionen, die zwischen Pop, Jazz und Disco variieren. Georgie Fame brachte eine Jazz-Version im September 1966 auf den Markt, es folgten Versionen von Cher (Oktober 1966), Manfred Mann (Dezember 1966; Großbritannien Rang 13), Andy Williams (April 1967), Booker T. & the M.G.’s (LP Hip Hug-Her; April 1967), Nancy Wilson (August 1967), Frank Sinatra & Duke Ellington (Januar 1968), José Feliciano (LP Feliciano! Juni 1968), Four Tops (August 1968), Stevie Wonder (Dezember 1968), Shirley Bassey (1968), James Brown (Mai 1969) und Ella Fitzgerald (Mai 1971).
Eine erste deutschsprachige Coverversion singt Monika Marleen 1966.
Für Boney M. (November 1976) war Sunny der zweite Nummer-eins-Hit in Deutschland, eine Auskopplung aus der LP Take the Heat Off Me (Juni 1976). Auch in Österreich belegte diese Version Rang 1 sowie Rang 3 in Großbritannien.
Helge Schneider brachte im September 2000 ein Instrumental auf seiner LP Hefte raus – Klassenarbeit! heraus. Der deutsche Rapper Cro verwendete bei seinem Stück Easy im November 2011 ein Sample von Sunny, an dessen Text er sich orientierte. Billie Eilish sang das Lied im April 2020 bei dem Konzert One World – Together At Home.
Das Lied ist im 2025 veröffentlichten Spielfilm Ganzer halber Bruder (Arbeitstitel Sunny) von Hanno Olderdissen mit Christoph Maria Herbst und  Nicolas Randel in verschiedenen Versionen zu hören.